# 2002–2003-as török labdarúgó-bajnokság (első osztály)
A 2002–2003-as török labdarúgó-bajnokság első mérkőzését 2002. augusztus 9-én játszották, az utolsó mérkőzésre 2003. május 31-én került sor. A bajnokságot a Beşiktaş JK nyerte 85 ponttal a Galatasaray SK előtt.

## Góllövőlista
| Név               | Klub                        | Nemzetiség                | Gólok |
| ----------------- | --------------------------- | ------------------------- | ----- |
| Okan Yılmaz       | Bursaspor                   | Törökország               | 24    |
| Necati Ateş       | Galatasaray                 | Törökország               | 19    |
| Augustine Ahinful | Ankaragücü                  | Ghána                     | 16    |
| Ümit Karan        | Galatasaray                 | Törökország · Németország | 16    |
| Paulo Sérgio Rosa | Gaziantepspor               | Brazília                  | 14    |
| Fatih Tekke       | Trabzonspor / Gaziantepspor | Törökország               | 14    |
| Ahmed Hassan      | Gençlerbirliği              | Egyiptom · Törökország    | 13    |
| Cenk Işler        | Istanbulspor                | Törökország · Németország | 13    |
| Serkan Aykut      | Samsunspor                  | Törökország               | 13    |
| Fazlı Ulusoy      | Malatyaspor                 | Törökország               | 12    |